# جائزة أفضل لاعب كرة قدم في العالم 2007
جائزة أفضل لاعب كرة قدم في العالم 2007 هي جائزة قدمت في 17 ديسمبر عام 2007 في دار زيوريخ للآوبرا في مدينة زيوريخ في سويسرا.
فاز بالجائزة عن فئة الرجال البرازيلي ريكاردو كاكا لاعب نادي ميلان و منتخب البرازيل لكرة القدم.
وعن فئة النساء فازت البرازيلية مارتا لاعبة نادي أوميا ومنتخب البرازيل لكرة القدم للسيدات للسنة الثانية على التوالي.

## النتائج

### رجال
| جائزة أفضل لاعب كرة قدم في العالم 2007 | جائزة أفضل لاعب كرة قدم في العالم 2007 | جائزة أفضل لاعب كرة قدم في العالم 2007 | جائزة أفضل لاعب كرة قدم في العالم 2007 |
| #                                      | اللاعبة                                | النقاط                                 | النادي                                 |
| -------------------------------------- | -------------------------------------- | -------------------------------------- | -------------------------------------- |
| 1                                      | كاكا                                   | 1047                                   | ميلان                                  |
| 2                                      | ليونيل ميسي                            | 504                                    | برشلونة                                |
| 3                                      | كريستيانو رونالدو                      | 426                                    | مانشستر يونايتد                        |
| 4                                      | ديدييه دروغبا                          | 209                                    | تشيلسي                                 |
| 5                                      | رونالدينيو                             | 109                                    | برشلونة                                |
| 6                                      | ستيفن جيرارد                           | 68                                     | ليفربول                                |
| 7                                      | أندريا بيرلو                           | 57                                     | ميلان                                  |
| 8                                      | تييري هنري                             | 54                                     | أرسنال برشلونة                         |
| 9                                      | فابيو كانافارو                         | 47                                     | ريال مدريد                             |
| 10                                     | جانلويجي بوفون                         | 31                                     | يوفنتوس                                |

### النساء
| جائزة أفضل لاعبة كرة قدم في العالم 2007 | جائزة أفضل لاعبة كرة قدم في العالم 2007 | جائزة أفضل لاعبة كرة قدم في العالم 2007 | جائزة أفضل لاعبة كرة قدم في العالم 2007 |
| #                                       | اللاعبة                                 | النقاط                                  | النادي                                  |
| --------------------------------------- | --------------------------------------- | --------------------------------------- | --------------------------------------- |
| 1                                       | مارتا                                   | 988                                     | أوميا                                   |
| 2                                       | بريجيت برينتس                           | 507                                     | فرانكفورت                               |
| 3                                       | كرستياني                                | 150                                     | فولفسبورغ                               |
| 4                                       | كيلي سميث                               | 110                                     | أرسنال                                  |
| 5                                       | آبي وامباك                              | 92                                      | الولايات المتحدة                        |
| 6                                       | نادين آنجرير                            | 83                                      | التوربينات بوتسدام                      |
| 7                                       | كريستين ليلي                            | 82                                      | الولايات المتحدة                        |
| 8                                       | دانييلا                                 | 72                                      | ساد                                     |
| 9                                       | رينات لينغور                            | 62                                      | فرانكفورت                               |
| 10                                      | أريان هينغست                            | 41                                      | دجورغاردنز                              |

## روابط خارجية
- Men final standings
- Women final standings